# Séverni (Adiguesia)
Séverni (del ruso: Северный) es un pueblo (posiólok) del ókrug urbano de Maikop en la república de Adiguesia de Rusia. Está 5 km al norte del centro de Maikop, la capital de la república. Tenía 1 285 habitantes en 2010